# Abdullah as-Sallal

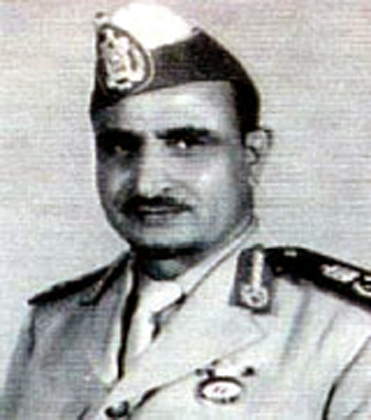
Abdullah as-Sallal, 1962

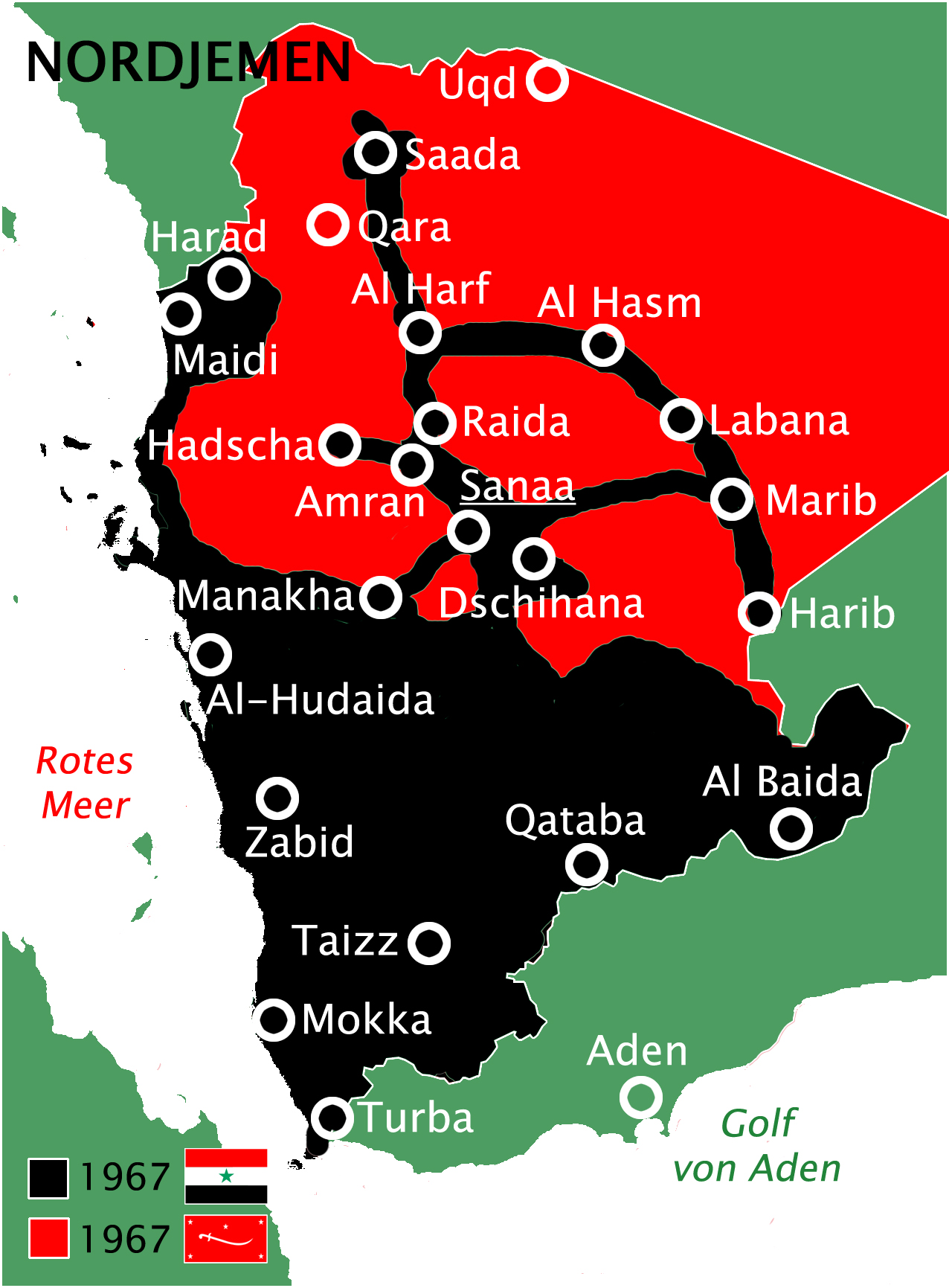
Lage im Bürgerkrieg beim Sturz Sallals 1967

Abdallah bzw. Abdullah al-Sallal (arabisch عبد الله السلال, DMG ʿAbdu llāh as-Sallāl; * 1917 in Sanaa, Nordjemen; † 5. März 1994 ebenda) war ein jemenitischer Offizier und Politiker. Vom 27. September 1962 bis 5. November 1967 war er Präsident und mehrfach Premierminister der von ihm gegründeten Jemenitischen Arabischen Republik.

## Leben
Bereits 1934 hatte das Königreich Jemen ein (vor allem gegen Saudi-Arabien gerichtetes) Militärbündnis mit dem Königreich Irak geschlossen. Abdullah as-Sallal gehörte zu jener ersten Gruppen von jemenitischen Offizieren, die aufgrund dieses Bündnisses ihre militärische Ausbildung im Irak erhielten. Bei seiner Rückkehr nach Jemen 1939 zunächst inhaftiert, setzte er seinen Militärdienst von 1940 bis 1948 fort. Wegen vermuteter Verwicklung in die Ermordung des Königs Yahya Muhammad Hamid ad-Din wurde er 1948 erneut inhaftiert und erst 1955 freigelassen, woraufhin er erneut seinen Militärdienst fortsetzte. Von 1959 bis 1961 war er als Gouverneur von al-Hudaida verantwortlich für den Ausbau des Hafens, doch wurde er wegen des Verdachts auf eine Verwicklung in ein Attentat auf König Ahmad ibn Yahya 1961 erneut verhaftet.
Der am 19. September 1962 auf dem Thron folgende neue König Muhammad al-Badr beförderte as-Sallal zum Oberst bzw. machte ihn zum Generalstabschef und Kommandeur seiner Leibwache, doch schon am 26. September stürzten as-Sallal und republikanische Offiziere die Monarchie. Muhammad überlebte verletzt und floh in den Landesnorden zu royalistisch gebliebenen Stämmen, As-Sallal wurde Präsident des Revolutionsrates und Oberkommandierender der Streitkräfte der Republik und ernannte sich selbst zum Marschall. Zwischen 1962 und 1967 war er zudem dreimal Premierminister und Außenminister.
Im Nordjemenitischen Bürgerkrieg gegen die von Saudi-Arabien, Jordanien und zum Teil von Großbritannien unterstützten Anhänger Muhammad al-Badrs verbündete sich as-Sallal mit Ägyptens Präsidenten Gamal Abdel Nasser und südjemenitischen Rebellen. Eine Vereinigung mit Ägypten gelang ihm ebenso wenig wie ein Sieg über die Royalisten. Von August 1965 bis August 1966 hielt er sich in Ägypten auf. Nach dem im Rahmen einer Übereinkunft Nassers mit Saudi-Arabien und angesichts der Niederlage im Sechstagekrieg erfolgten Rückzug der Ägypter geriet er innerhalb des Revolutionären Kommandorats zunehmend in Isolation. Enge Vertraute wie Hassan al-Amri wandten sich ab. Während eines Aufenthalts in der Sowjetunion, wo er sich um Militärhilfe bemüht hatte, wurde er abgesetzt. Nachfolger an der Spitze der Republik wurde Abdul Rahman al-Iriani. Sallal fand Asyl zunächst im Irak, dann in Ägypten, durfte aber im Rahmen einer Amnestie 1980 zurückkehren.